# Сесай, Августин
Августин Сесай (англ. Augustine Sesay; род. 9 августа 1978) — сьералеонский шоссейный велогонщик.

## Карьера
В 2008 и 2011 году в рамках Африканского тура UCI стартовал на главной африканской гонке Тур дю Фасо.
Весной 2010 года выступил Играх Содружества в Нью-Дели (Индия). На них сначала не смог финишировать в групповой гонке. А три дня спустя в индивидуальной гонке финишировал 58-м, отстав от победителя Дэвида Миллара на 23,5 минуты.
В 2012 году принял участие на чемпионате Африки где выступил в командной гонке.
В 2013 году занял второе место чемпионом Сьерра-Леоне в групповой гонке. А также выиграл Тур Гвинеи.
Становился победителем и призёром нескольких национальных велогонок.

## Достижения
2008
Tour de Conakry
2-й на Vitality Race
2009
Bullum Challenge
Vitality Race
2011
Golden Jubilee Cycling Race
2012
Kamabai Cycling Tour
2013
Тур Гвинеи
2-й на Чемпионат Сьерра-Леоне — групповая гонка
2-й на Kamabai Cycling Tour
2014
Picnic Race
3-й на Vitality Race
3-й на Bullum Challenge
2017
Picnic Race
Presidential Race
3-й на Kamabai Cycling Tour